# Alan Lidiard
Alan Bernard Lidiard (* 9. Mai 1928 in Waltham St. Lawrence, Berkshire; † 21. November 2020) war ein britischer theoretischer Chemiker und Festkörperphysiker.
Er studierte Physik bei Charles Alfred Coulson am King’s College London (Master-Abschluss 1950), bei dem er auch 1952 promovierte. Als Post-Doktorand war er mit einem Fulbright-Stipendium bei Frederick Seitz an der University of Illinois und bei Charles Kittel an der University of California, Berkeley. Zwei Jahre später war er wieder in England am Forschungszentrum AERE (Atomic Energy Research Establishment) in Harwell. 1957 wurde er Lecturer in theoretischer Physik an der University of Reading, bevor er 1961 wieder nach Harwell zurückkehrte. Dort war er in der Gruppe für die Theorie von Strahlungsschäden. 1966 wurde er Leiter der Abteilung theoretische Physik (TPD) in Harwell, was er bis zum Ruhestand blieb. Danach war er als Gastwissenschaftler an der Universität Reading und der Abteilung Theoretische Chemie der Universität Oxford.
Sein Spezialgebiet war Diffusion in kristallinen Festkörpern und Punktdefekte in Metallen und Nichtmetallen. Er erkannte in Harwell, dass die theoretische Untersuchung von Strahlenschäden (nötig für die Atomenergie-Aufsichtsbehörden) nur durch vertieftes theoretisches Verständnis von Defekten und Diffusion in Festkörpern möglich war und er entwickelte frühe Computerprogramme in den Materialwissenschaften. Zu den Wissenschaftlern, die am TPD wirkten, gehörten John Hubbard, Marshall Stoneham und Ron Bullough. Von Lidiard und Alan Allnatt stammt eine einflussreiche Monographie über die statistische Mechanik atomarer Transportprozesse in Kristallen. 1957 veröffentlichte er im Handbuch der Physik das Kapitel Ionische Leitung, das die Leitfähigkeit in Abhängigkeit von Defektbildung, Bindungs- und Aktivierungsenergien beschrieb. Von ihm stammt das sogenannte Fünf-Frequenzen-Modell, das die Diffusion von gelösten Stoffen in verdünnten Legierungen behandelt und Korrelation mit Diffusion in Lösungsmitteln erlaubt. Im Ruhestand forschte er an der Universität an dem letzten größeren noch offenen Problem der Defekt-Theorie in Festkörpern, dem Zusammenhang mit der Wärmeleitung.
Er war Chairman des Komitees für Festkörperphysik des Institute of Physics, dessen Fellow er war. 1988 erhielt er die Faraday-Medaille (IOP) und die Guthrie-Medaille. Er war korrespondierendes Mitglied der Akademie der Wissenschaften zu Göttingen. Er erhielt einen Ehrendoktor (D.Sc.) der Universität London und er war Fellow der Royal Society of Chemistry.
Lidiard arbeitete lange mit der Arbeitsgruppe von Hermann Schmalzried an der Universität Hannover zusammen und war korrespondierendes Mitglied der Akademie der Wissenschaften zu Göttingen. Er war Associate Editor des Philosophical Magazine.
Er war dreimal verheiratet. Sein Hobby war Briefmarkensammeln.

## Schriften
- Ion conductivity, Handbuch der Physik, Band 20, 1957
- Defects in crystalline solids, Cambridge University Press
- mit A. R. Allnatt: Atomic transport in solids, Cambridge University Press, 1993, 2003